# La forza del divino amore
La forza del divino amore è un oratorio di Tommaso Bernardo Gaffi composto nel 1691 che ripropone un episodio della vita di Santa Teresa d'Avila.
Fin dalle prime battute l'opera denuncia una complessa tessitura e svela tutti i rapporti che la musica di Tommaso Bernardo Gaffi intrattiene col resto del panorama settecentesco. Questa composizione non comprende la partecipazione del coro, quindi lo svolgersi delle arie e dei recitativi è affidato solo ai singoli cantanti.